# Innocent VI
Pour les articles homonymes, voir Innocent, Étienne Aubert (homonymie) et Aubert.
Innocent VI né Étienne Aubert à Beyssac en Limousin (actuelle Corrèze) en 1282 et mort le 12 septembre 1362, est évêque de Noyon et évêque de Clermont, puis il devient le 199e pape de l’Église catholique à Avignon de 1352 à 1362, succédant au pape Clément VI (1342-1352).

## Biographie

### Sa famille
Innocent VI est né dans le hameau des Monts, diocèse de Limoges, dans la future commune de Beyssac, dans le sud du Limousin. Le père d'Étienne Aubert, Adhémar Aubert (1265-1303), a pour nom sur les documents Ademarus Alberti de Pompador. Les Aubert rendent hommage à la seigneurie toute proche de Pompadour. Nous ne connaissons de sa famille aux origines obscures que le grand-père, déjà prénommé Étienne et encore vivant en 1273. Mais la famille Aubert figure parmi les premiers bienfaiteurs de la Chartreuse de Glandier dès 1220.

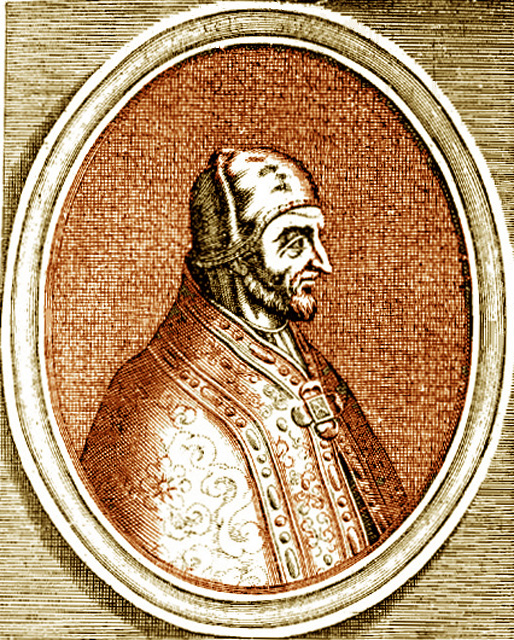
Le cardinal Étienne Aubert, futur Innocent.

En 1352, Guillaume Aubert, neveu du pape, se porte acquéreur de la châtellenie et du château de Bré, près de Lubersac, sur la commune de Coussac-Bonneval dans la Haute-Vienne.

### Sa jeunesse
Étienne est toutefois issu d'une famille suffisamment aisée pour lui permettre de recevoir une formation de juriste. Il obtient un doctorat en droit canonique à la faculté de Toulouse et enseigne le droit civil dans cette faculté. Ce futur pape est tout d'abord avocat à Limoges, puis devient juge-mage en la sénéchaussée de Toulouse.

### Sa carrière de prélat

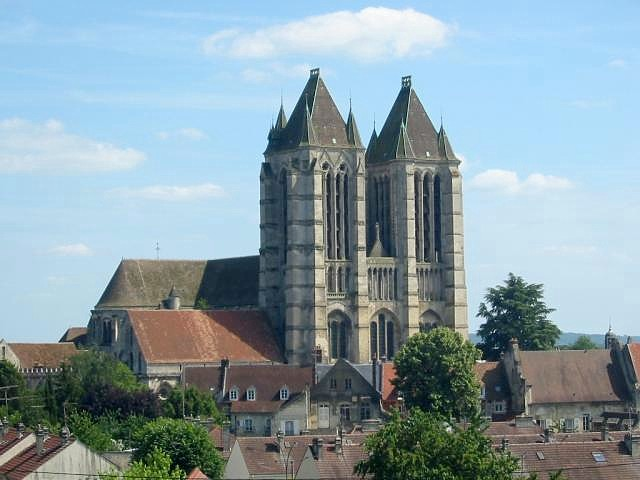
Cathédrale Notre-Dame de Noyon.

Le futur pape Innocent VI est successivement archidiacre de Cambrai, de Brabant et de Souvigny en Basse-Auvergne, archiprêtre de Laurac, dans le Lauragais et prieur de Rouvignac, en Languedoc.
Nommé prieur du prieuré de Romette en 1332, Étienne est promu à l'évêché de Noyon, le 23 janvier 1338. Jean-Pierre Besse précise dans son livre Chantilly et Noyon : « Si le passage du futur pape Innocent VI sur le siège épiscopal de Noyon fut bref, il n'en honora pas moins grandement le diocèse de saint Éloi. »
Deux ans plus tard en 1340, il est appelé au siège de l'évêché de Clermont d'Auvergne.
C'est un homme digne, vivant simplement, un homme de vie intérieure. Il considère que la tâche des évêques est de « s'élever sur la montagne de la contemplation » après s'être exercés « sur le terrain de l'action ».
Le futur pape Innocent VI est aussi conseiller du roi Philippe VI de France et Pair de France, puis nommé deux ans plus tard cardinal-évêque d'Ostie.

### Son pontificat
Innocent VI est pape de 1352 à 1362. Il succède à Clément VI. Il est élu le 18 décembre 1352 et siège comme son prédécesseur à Avignon.

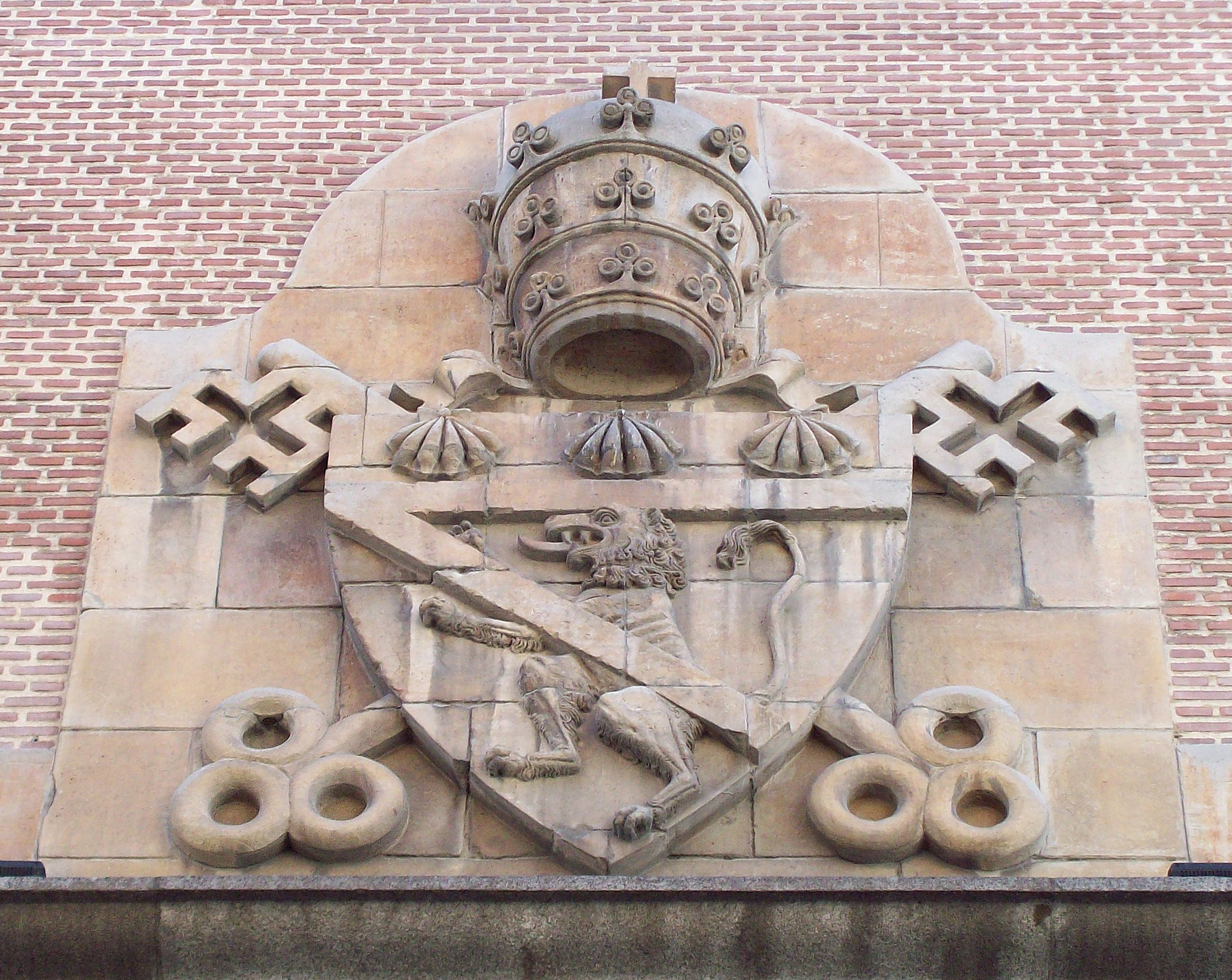
Armes d'Innocent sur l'église San-Gines de Madrid.

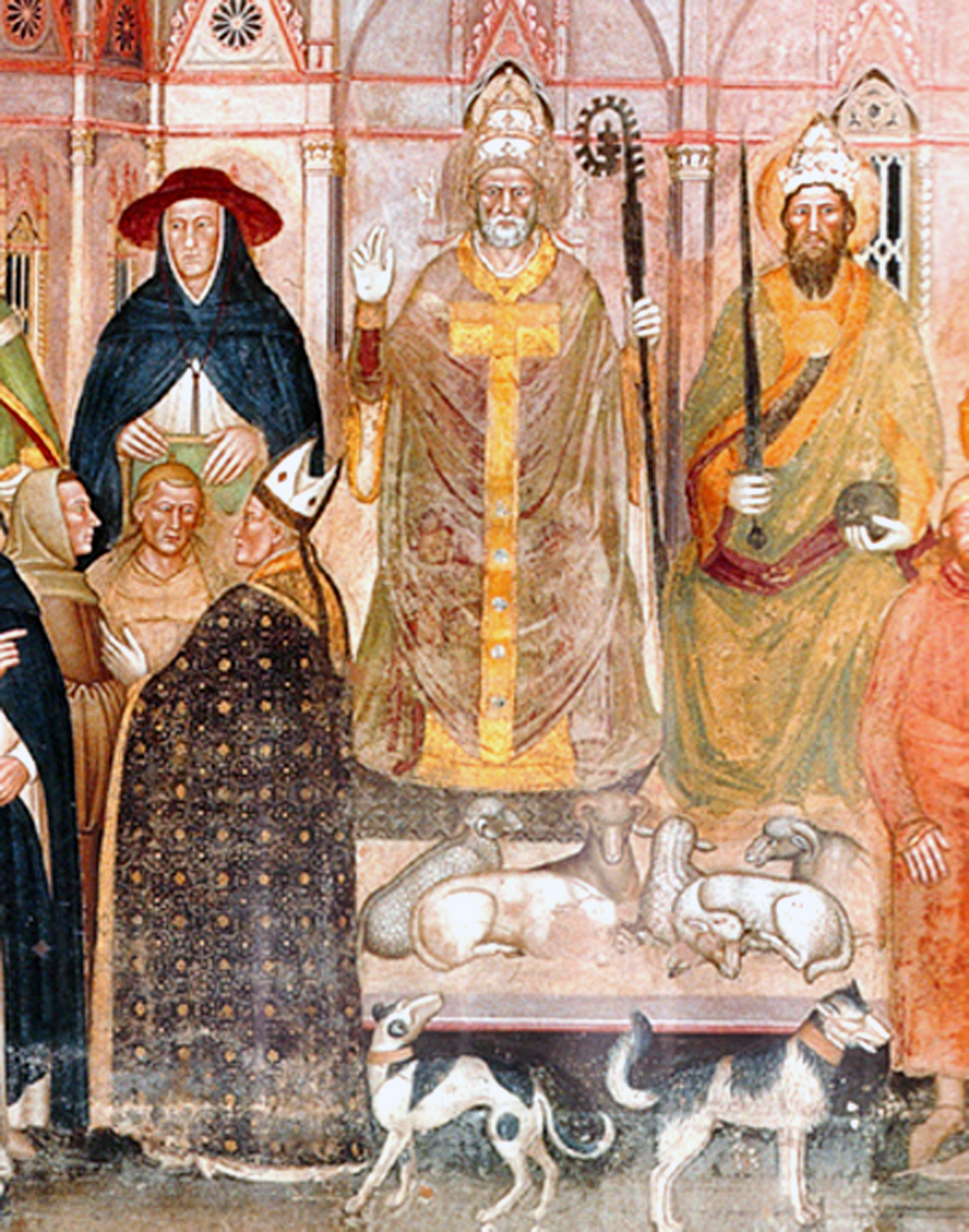
Innocent, entouré du cardinal Albornoz et de l'empereur Charles IV, à ses pieds l'archevêque Simone Saltarelli sermonne Michele da Cesena et Guillaume d'Ockham. Détail de la fresque d'Andrea di Bonaiuto (1365) dans la chapelle des Espagnols de la basilique Santa Maria Novella à Florence.

Il mène une politique d'économie après les fastes de son prédécesseur et de la cour pontificale. Entre autres réformes, il ordonne à tous les prélats et autres bénéficiers de se retirer chacun dans leurs bénéfices et d'y résider sous peine d'excommunication.
Ce pape veut lever des décimes en France, mais cela lui est refusé. Le royaume de France, désolé par les guerres malheureuses avec les Anglais, est bien loin de pouvoir fournir des sommes d'argent importantes. Il en fait autant en Allemagne et donna des dispenses à ses légats pour accorder des bénéfices, moyennant finances, aux prêtres, évêques ou autres prélats.
C'est un grand réformateur mais souvent brutal : il rappelle les ordres religieux à l'observation de leurs règles, brise les résistances en recourant à la force, emprisonne et condamne au bûcher pour venir à bout des fidèles observants des préceptes du Poverello d'Assise et des Béguins qui vénèrent la mémoire de leur inspirateur, Pierre de Jean Olivi. On raconte même que les bûchers sont si nombreux en Languedoc, Provence et Italie que sainte Brigitte de Suède blâme sévèrement Innocent VI.

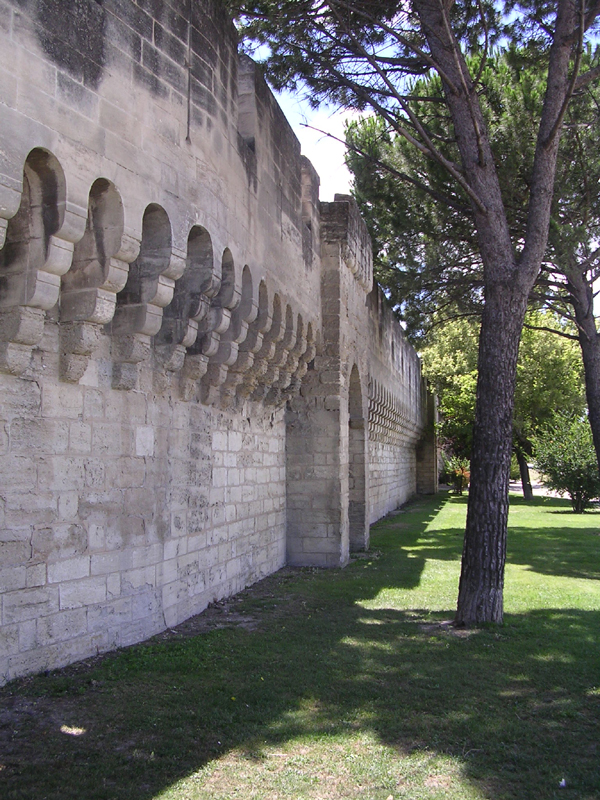
Innocent fait fortifier Avignon, enceinte toujours visible de nos jours.

L'humaniste italien Pétrarque en marque toute son indignation dans une lettre qu'il écrit à Nérico Furli, son ami. Écrivant à l'empereur Charles IV du Saint-Empire lui-même, il lui dit : « Je ne sais ce que tu as promis par serment au pape qui t'a fermé le chemin de Rome. Tu fuis comme si tu avais volé le diadème. Sur quoi, il s'écrie : O infamie ! ô traité honteux ! […] ».
Innocent VI fonde la chartreuse Notre-Dame-du-val-de-Bénédiction à Villeneuve-les-Avignon en 1356. Il la fait décorer de fresques par Matteo Giovanneti, mais en 1358, il est obligé de vendre argenterie et bijoux personnels pour permettre à l'Église de survivre.
Il tente de ramener la papauté à Rome, et pour cela, il envoie le cardinal Gil Álvarez Carrillo de Albornoz, archevêque de Tolède, en Italie, afin de pacifier les États pontificaux, ce qu'il fait brillamment. Il essaie de recouvrer le patrimoine de l'Église en Italie, mais malgré les efforts de son légat le cardinal Albornoz, il échoue en partie.
Il vit en assez bon accord avec les puissances temporelles. Cependant le portrait que Pierre Ozarius en a laissé dans sa Chronique, n'est pas avantageux. On lui reproche comme à Clément VI d'avoir trop favorisé ses parents, « mais avec cette différence que les siens lui font honneur et qu'il n'en fut pas de même de ceux de Clément VI ».
Innocent VI a d'ailleurs toutes les qualités d'un bon pape. C'est aussi un homme ami des lettres et des lettrés, de mœurs régulières et économe dans sa maison, qualités assez rares parmi les pontifes de cette époque. C'est aussi un ami de la justice, plein de charité.
Les malheurs de la France excitent vivement sa sensibilité. Il la cache si peu que les Anglais après la bataille de Poitiers en font des plaisanteries. Le père Berthier cite que celle-ci n'est, selon lui, ni spirituelle ni décente : « Le pape, disent-ils, est devenu français, mais Jésus-Christ est tout Anglais… ».
Il est néanmoins pour beaucoup dans la signature du traité de Brétigny, signé le 8 mai 1360 près de Chartres, entre Édouard III d'Angleterre et Jean II le Bon. Cet accord permet une trêve de neuf ans dans la guerre de Cent Ans.
En dehors des préoccupations françaises et romaines, Innocent doit faire face à la menace des grandes compagnies, dans le sud du royaume, et plus particulièrement en Languedoc. C'est pour cette raison qu'il fait fortifier Avignon d'une enceinte, toujours visible de nos jours.
En décembre 1360, la Compagnie des Tard-venus prend Pont-Saint-Esprit situé à une cinquantaine de kilomètres au nord d'Avignon. Le pape négocie encore leur départ à prix d'or.
Il a fondé à Toulouse pour 24 boursiers le collège de Saint-Martial. Il accorda à la faculté de théologie de cette ville tous les privilèges dont jouissait l'université de Paris, sujet de jalousie pour celle-ci qui tâcha de s'y opposer en disant que jusqu'alors les papes n'avaient égalé aucune université à celle de Paris.

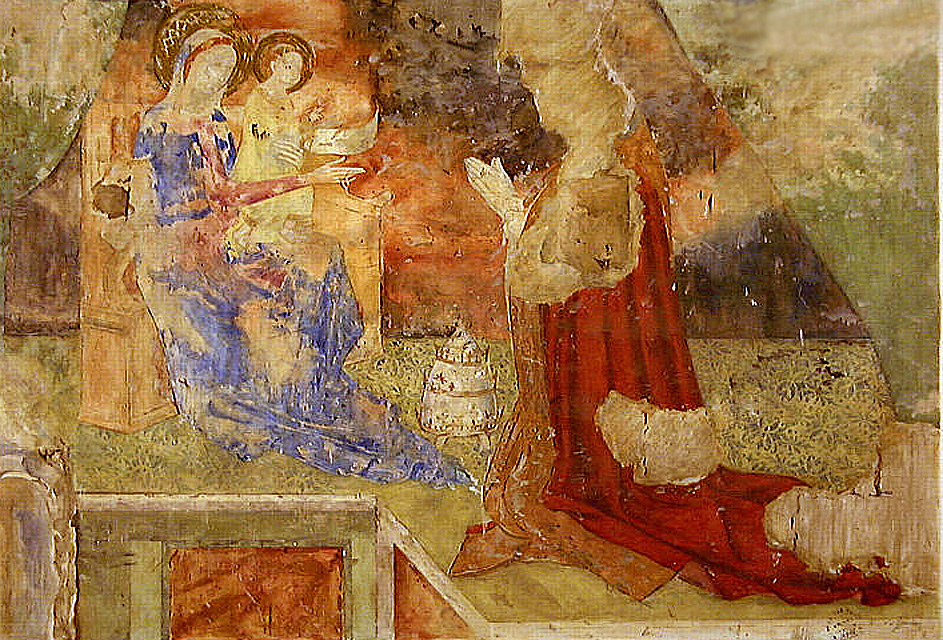
Le cardinal Étienne Aubert, à genoux devant la Vierge et l'Enfant, fresque de la chartreuse Notre-Dame-du-Val-de-Bénédiction à Villeneuve-lès-Avignon.
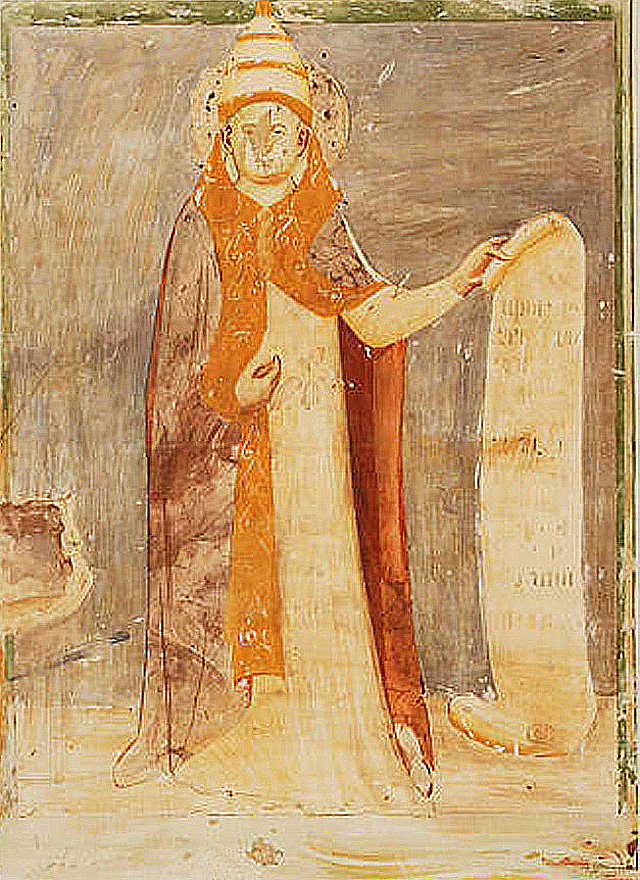
Innocent VI, fresque de la chartreuse Notre-Dame-du-Val-de-Bénédiction à Villeneuve-lès-Avignon.
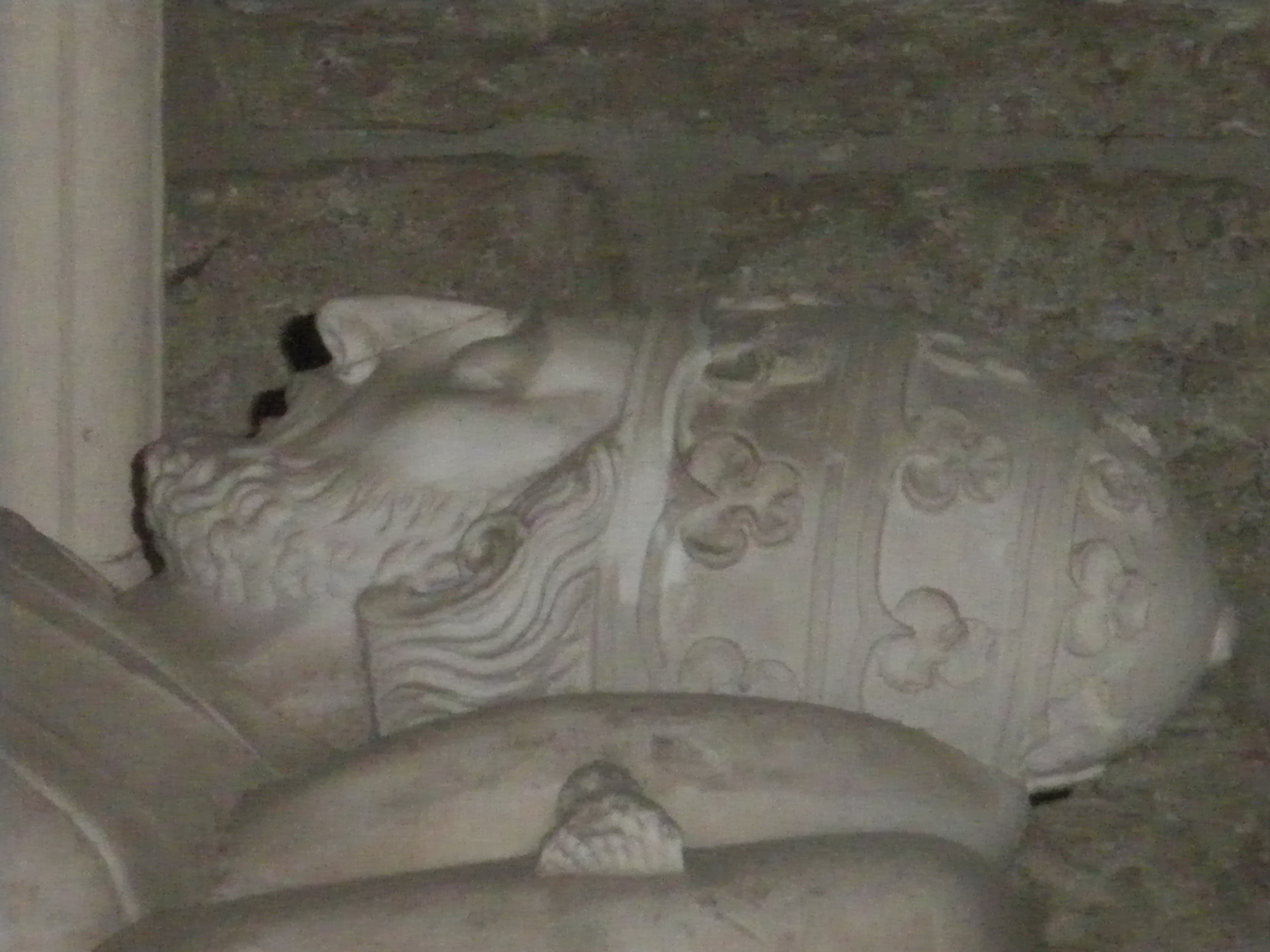
Détail du Gisant d'Innocent VI, chartreuse de Villeneuve.

### La fin de sa vie
Innocent VI meurt le 12 septembre 1362 à Avignon et est inhumé à Villeneuve-les-Avignon dans la chartreuse Notre-Dame-du-Val-de-Bénédiction.

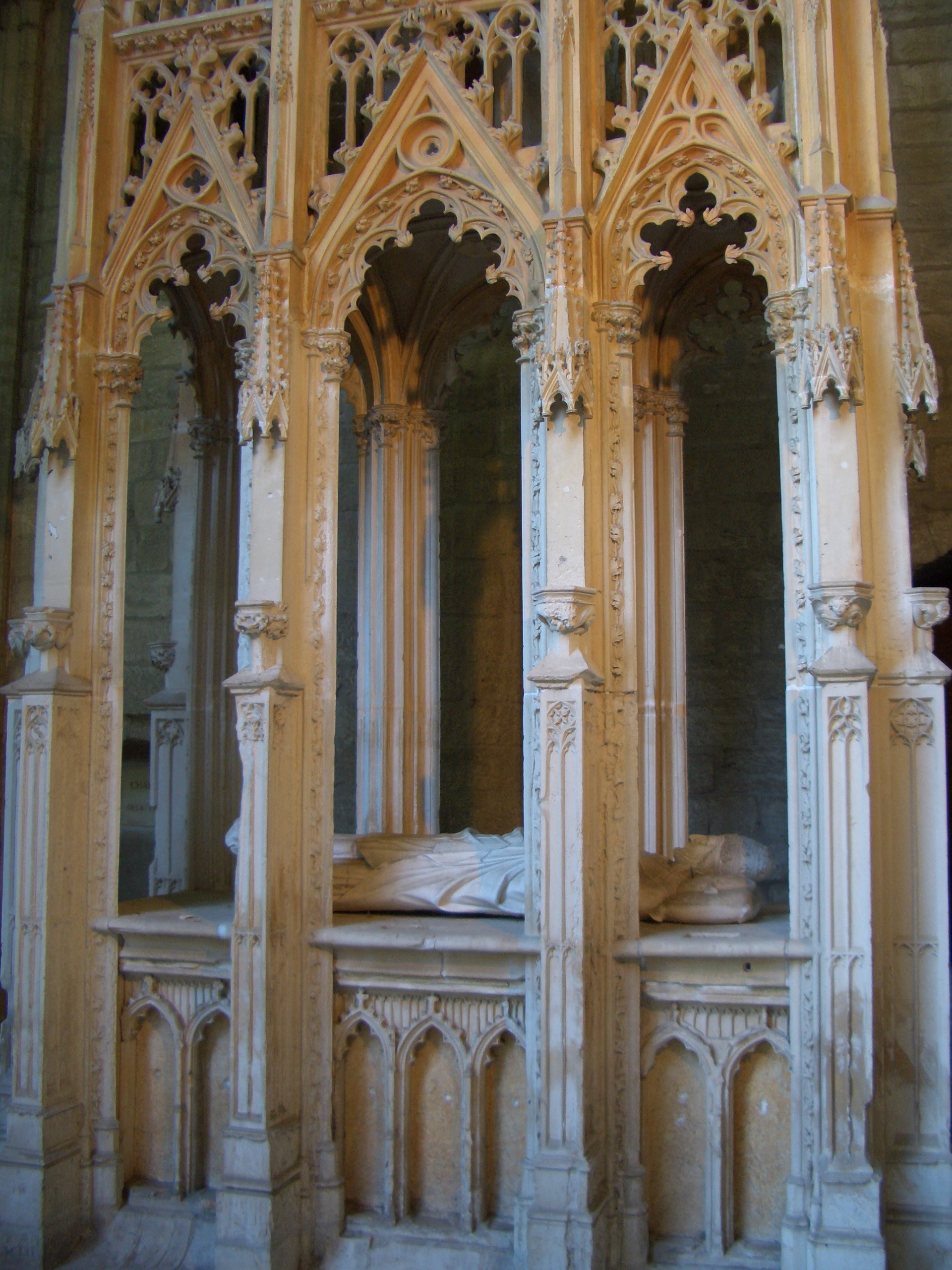
Tombeau du pape Innocent, Villeneuve-lès-Avignon, chartreuse Notre-Dame-du-Val-de-Bénédiction.

Ses obsèques sont célébrées avec plus de pompe que celles de son prédécesseur, mais le cérémonial ne change pas. Elles durent neuf jours, le temps de la neuvaine, selon l'usage établi. Le corps est d'abord exposé durant deux jours, du 12 au 14 septembre, dans la grande chapelle du palais des papes à Avignon ; il y est veillé la nuit par une garde d'honneur et dans la journée des prêtres célèbrent des messes pour le repos de l'âme du pape défunt. Le 14, le cercueil est alors transporté à la cathédrale Notre-Dame des Doms d'Avignon ; à dater de ce jour commence la neuvaine. Le 22 septembre ont lieu les funérailles solennelles pour le transport du cercueil de Notre-Dame des Doms à la chartreuse Notre-Dame-du-Val-de-Bénédiction à Villeneuve-lès-Avignon, lieu où Innocent VI avait demandé à être inhumé. Dès le mois de décembre 1361, il avait chargé Bertrand Nogayrol, son architecte, de lui édifier un monument et un mausolée qui avait été placé dans la chapelle de la Sainte-Trinité.
Pour ces obsèques ont lieu les mêmes distributions d'argent que pour son prédécesseur, aux ordres mendiants et aux hôpitaux, de robes noires aux fonctionnaires pontificaux. La décoration semble avoir été la même, ayant fait l'objet des mêmes achats de drap cendal (de soie) blanc, rouge et noir. Les frais furent supérieurs à ceux des obsèques de Clément VI.

#### Chroniques contemporaines
- J. Froissart, Chroniques, texte et notes de Kervyn de Lettenhove, Bruxelles (t. IV à VIII), 1868.
- J. Froissart, Chroniques, texte et notes de Siméon Lucé, Paris (t. IV à VIII), 1873-1874
- J. Le Bel, Chronique de Jean le Bel (1326-1361), texte et notes de J. Viard et E. Deprez, t. I et II, vol. 1, 1326-juillet 1342, vol. 2, août 1342-1361, Société de l’Histoire de France, Paris, 1904-1905
- (it) G. Villani, puis M. Villani et F. Villani, Cronica e Istorie Fiorentine, Florence, 1823.

#### Études générales
- (la) É. Baluze, Vitae paparum Avenionensium, sive collectio actorum veterum, vol. I et II. Paris, 1693.
- J. F. Fornéry, Histoire ecclésiastique et civile du Comté Venaissin et de la ville d’Avignon, Avignon, 1741.
- Tessier, Histoire des souverains pontifes qui ont siégé dans Avignon, Avignon, 1774.
- J. B. Christophe, Histoire de la papauté pendant le XIVe siècle avec des notes et des pièces justificatives, t. I & II, Paris, 1853.
- J. B. Joudou, Histoire des souverains pontifes qui ont siégé à Avignon, Avignon, t. I et II, 1855.
- Guillaume Mollat, Les papes d’Avignon (1305 – 1378), Limoges, 1949.
- Y. Renouard, La papauté à Avignon, Paris, 1954.
- B. Guillemain, La cour pontificale d’Avignon (1309–1376). Étude d’une société, Paris, 1962.
- D. Paladilhe, Les papes en Avignon, Paris, 1975.
- B. Guillemain, Les papes d’Avignon (1309–1376), Paris, 1998.
- Hervé Aliquot, Cyr Harispe, Avignon au XIVe siècle. Palais et décors, Éditions École Palatine, 2006, 144 p.  (ISBN 2-9522477-1-4).

#### Études particulières
- A. Cherest, L’Archiprêtre, épisodes de la guerre de Cent Ans au XIVe siècle, Paris, 1879.
- M. Faucon, Prêts faits aux rois de France par Clément VI, Innocent VI et le comte de Beaufort, Bibliothèque de l’école des chartes, t. XL, p. 570–578, 1879.
- A. Coville, « Arnaud de Cervole », in L’armée à travers les âges, 2e série, Paris, 1900.
- E. Déprez, « Les funérailles de Clément VI et d’Innocent VI d’après les comptes de la Cour pontificale », in Mélanges d’archéologie et d’histoire, vol. 20, nos 1-20, 1900.
- L. H. Labande, « L’occupation de Pont-Saint-Esprit par les Grandes Compagnies (1360–1361) », Revue historique de Provence, t.3, 1901.
- Louis Bruguier-Roure, « Un prétendant au trône de France dans la vallée du Rhône en 1360 : le roi Gianinno di Francia », Mémoires de l’Académie du Vaucluse, t. VI, 1906.
- R. Michel, La construction des remparts d’Avignon au XIVe siècle, Congrès archéologique de France, 1909.
- G. Biscaro, Les relations des Visconti de Milan avec l’Église. L’archevêque Jean, Clément VI et Innocent VI, Archivio storico lombardo, 1919-1928.
- E. Vincent, « Les tombeaux des papes limousins d’Avignon », Bulletin de la Société archéologique et historique du Limousin, 1950.
- P. Gasnault et M. H. Laurent, Innocent VI (1352-1362). Lettres secrètes et curiales, publiées ou analysées d’après les registres des archives vaticanes, Paris, 1959.
- J. Glénisson et G. Mollat, Correspondance des légats et vicaires généraux : Gil Albornoz et Androin de la Roche (1353-1367), Paris, 1964.